# Тий
Тий„ Старата Дама“ (известна още като Тие, 1398 – 1338 г. пр. н. е.) е Царица на Египет от XVIII династия , съпруга на фараона Аменхотеп III, майка на Ехнатон и баба на Тутанкамон. Тя оказва огромно влияние както на съпруга, така и на сина си.Нейната мумия, която се съхранява в Египетския музей в Кайро, е идентифицирана през 1976 г.
Погребана е в Долина на царете. Нейната мумия (KV35) е положително идентифицирана и известна като „Старата Дама“, а кичур от косата ѝ, е намерен в гробницата на Тутанкамон (вероятно скъп спомен от баба му).
Историкът Маргарет Бънсън, отбелязва че Тий вероятно се е омъжила за Аменхотеп, докато той е бил престолонаследник. Смята се, че по това време тя е била само на 11 или 12 години.
Според някои учени (сред тях Маргарет Бънсън), бащата на Тий е Юя, свещеник/пророк на Мин в Ахмин, а майка ѝ Туя, е жрица/певица на Хатор, певица на Амон. Тий е израснала в кралския дворец и била част от придворния живот, въпреки че не е кралска особа, което показва че майка ѝ и баща ѝ са се ползвали с висок статус. Тя имала двама братя – Амин (който по-късно поема позицията на баща си като върховен жрец) и Ай (фараон) (който по-късно е управлявал Египет). Някои твърдят, че имената на родителите ѝ не са египетски и се предполага, че са Нубийски.
Ражда шест деца: двама сина: Тутмос и Ехнатон; и четири дъщери: Ситамон, Исет (Изида), Хенут-тау-небу и Небета-тах. Първородния син Тутмос умира млад и преждевременно, така Аменхотеп IV (по-късно известен като Ехнатон) е обявен за наследник на Аменхотеп III и на царската власт.
Кралската двойка управлявала успешно Египет в продължение на 38 години до смъртта на Аменхотеп III през 1353 г. пр. н. е., когато той е бил на 54, а Тий – на 48 години.
Едно от последните споменавания на Тий е от Амарна/ Ахетатон, 9-та година от царуването на Ехнатон, Картината и надписът върху гробницата на Хоуя (Администратор на двореца) ни показва сцена от семейна вечеря, където Тий заедно със сина си Ехнатон, снаха си Нефертити и внуците си, вечерят озарени от светлината на Атон (бог) . Не е известно кога точно е починала, но най-вероятно е било около дванадесетата година от управлението на Ехнатон през 1338 г. пр.н.е.(3)
Тий е известна като господарка на Горен и Долен Египет и господарка на двете земи. Управлението на Аменхотеп III се счита за връхна точка в египетската история. Писмата от Амарна показват, че Царица Тий е общувала директно с владетели на чужди нации. Тя е била високо ценена от чуждестранните владетели, особено по време на управлението на нейния син Ехнатон. Тя е подкрепяла монотеистичните реформи на Ехнатон, най-вероятно защото ги е признавала като важни политически стратегии за увеличаване на силата на трона за сметка на свещеничеството към Амон.
Представена е на видно място в паметниците на съпруга си и изглежда се е ползвала с по-голям авторитет от цариците преди нея. Името ѝ дори се е изписвало върху картуш, като това на царя.
Значимостта на Тий е очевидна от това, че тя е изобразена в статуя със същата височина като на съпруга си. Преди това в диадата, представляваща фараона и неговата кралица, кралят е бил значително по-висок, за да символизира по-голямата му сила и престиж. От надписите и писмата, намерени в Амарна, става ясно, че Тий е била равна на съпруга си във всяко отношение и е председателствала фестивали, срещала се е с чуждестранни сановници и е ръководила както вътрешната, така и външната политика. Спомената е от няколко крале на други земи в техните кореспонденции.
Големият принос на Аменхотеп III към египетската култура е мирът и просперитетът, които му позволяват да издигне своите големи паметници, храмове, обществени паркове и дворци. Докато Аменхотеп III се занимавал със собствените си дела, царица Тий работела неуморно със служители и писари, наблюдаващи административните аспекти на империята. Тя е била лишена от лична амбиция и е служила почтено на Египет по време на царуването си. Всеки надпис, статуя и писмо представят двойката като равноправни партньори. Ехнатон рутинно е изобразяван с майка си в домашни сцени или официални посещения в Ахетатон и очевидно много я е обичал.
Царуването на Ехнатон търпи значителен упадък след смъртта на Тий. Тези обстоятелства са накарали учените да спекулират, че ако Тий е живяла по-дълго или може би е упражнила по-пряко влияние върху религиозните интереси на сина си, периодът Амарна е щял да бъде запомнен по-благосклонно от бъдещите поколения. Поради тази причина датата на смъртта и погребението ѝ са били предмет на дебат. Нейната мумия за първи път е идентифицирана само като „старата дама“ и едва по-късно, когато се появи повече информация за управлението на Ехнатон, тя е положително идентифицирана по име. По това време става ясно, че векове преди царуването на Клеопатра, добре известно от гръцките и римските разкази, е съществувала египетска царица на име Тий, която е управлявала с власт, присъща на мъжете. Тий упражнявала властта си в равна степен с великите царе на древния свят.
- Амулет с имената на Аменофис III и кралица Тий
- Фигура с инкрустация, изобразяваща царица Тий – 18-та династия, Staatliches Museum Ägyptischer Kunst München
- Част от позлатено светилище от KV55. На него е изобразена царица Тий, която поръсва тамян върху приношения пред лъчите на Атон
- Част от позлатено светилище от KV55. На него е изобразена царица Тий, която поръсва тамян върху приношения пред лъчите на Атон
- Царица Тий и Аменхотеп III на трона. Гробницата на Анен.
- Царица Тий. Ново царство, 18-та династия, около 1355 г. пр.н.е. В момента в Neues Museum в Берлин.
- Позлатената мумия маска на Юя , бащата на кралица Тий.
- Позлатена маска на Туя, съпруга на Юя и майка на кралица Тий.